# Sphinx (1755)
Pour les autres navires du même nom, voir Sphinx.
Ne doit pas être confondu avec Sphinx (1776).
Le Sphinx est un vaisseau à deux ponts portant 64 canons, construit par Pierre Salinoc pour la Marine royale française et lancé de Brest en 1755. Il est mis en chantier pendant la vague de construction qui sépare la fin de guerre de Succession d'Autriche (1748) du début de la guerre de Sept Ans (1755). Il participe à de nombreuses opérations pendant la guerre de Sept Ans. Il est retiré du service en 1775.

## Caractéristiques principales
Le Sphinx est un bâtiment moyennement artillé mis sur cale selon les normes définies dans les années 1730-1740 par les constructeurs français pour obtenir un bon rapport coût/manœuvrabilité/armement afin de pouvoir tenir tête à la marine anglaise qui dispose de beaucoup plus de navires. Il fait partie de la catégorie des vaisseaux dite de « 64 canons » dont le premier exemplaire est lancé en 1735 et qui sera suivi par plusieurs dizaines d’autres jusqu’à la fin des années 1770, époque où ils seront définitivement surclassés par les « 74 canons. »
Sa coque est en chêne, son gréement en pin, ses voiles et cordages en chanvre. Il est moins puissant que les vaisseaux de 74 canons car outre qu'il emporte moins d'artillerie, celle-ci est aussi pour partie de plus faible calibre, soit :
- vingt-six canons de 24 livres sur sa première batterie percée à treize sabords,
- vingt-huit canons de 12 sur sa deuxième batterie percée à quatorze,
- dix canons de 6 sur ses gaillards[7],[1].

Cette artillerie correspond à l’armement habituel des 64 canons. Lorsqu'elle tire, elle peut délivrer une bordée pesant 540 livres (soit à peu près 265 kg) et le double si le vaisseau fait feu simultanément sur les deux bords. Chaque canon dispose en réserve d’à peu près 50 à 60 boulets, sans compter les boulets ramés et les grappes de mitraille.
Pour nourrir les centaines d’hommes qui compose son équipage, c’est aussi un gros transporteur qui doit avoir pour deux à trois mois d'autonomie en eau douce et cinq à six mois pour la nourriture. C'est ainsi qu'il embarque des dizaines de tonnes d’eau, de vin, d’huile, de vinaigre, de farine, de biscuit, de fromage, de viande et de poisson salé, de fruits et de légumes secs, de condiments, de fromage, et même du bétail sur pied destiné à être abattu au fur et à mesure de la campagne.

## Historique

### Mission de ravitaillement au Canada

Louisbourg assiégée en 1758. Le Sphinx fait partie de la dernière escadre venue ravitailler la place.

Le 2 mai 1758, sous les ordres de Vendes Turgot, le Sphinx appareille de l'île d'Aix dans la division de Du Chaffault (cinq vaisseaux, trois frégates, un flûte, un senau) qui doit transporter des troupes pour le Canada. Pour cette mission, le Sphinx est armé en flûte : une partie de son artillerie est déposée afin de pouvoir embarquer les troupes. La traversée de l'Atlantique se fait sans croiser les Anglais mais Du Chaffault doit mouiller à Port-Dauphin sur l'île Royale car le port de Louisbourg est bloqué par une escadre britanniques très supérieure, et débarque les troupes dans la baie de Sainte-Anne. Il passe ensuite à Québec. Ce secours tardif n'ayant pu empêcher Louisbourg de tomber entre les mains des Britanniques, Du Chaffault appareille le 9 septembre pour rentrer en France.
Le 27 octobre, à 66 milles environ Nord-Nord-Ouest d'Ouessant, il tombe sur neuf des navires de l'escadre de Boscawen qui rentre du siège de Louisbourg. Malgré son infériorité en nombre et en armement ainsi que ses nombreux malades, il réussit à les tenir à distance après une brève canonnade. Cependant, la division française doit se séparer à cause du mauvais temps alors que les Anglais, qui se sont repris, se lancent à leur poursuite. Un vaisseau se perd dans la Manche est se fait capturer bêtement (8 novembre). Le navire-amiral, que la tempête a sérieusement avarié se réfugie dans la rade des Basques près de l’île d'Aix. Le Sphinx, avec deux autres vaisseaux, réussit à atteindre Brest dans les derniers jours d’octobre.

### La bataille des Cardinaux et le blocus de la Vilaine

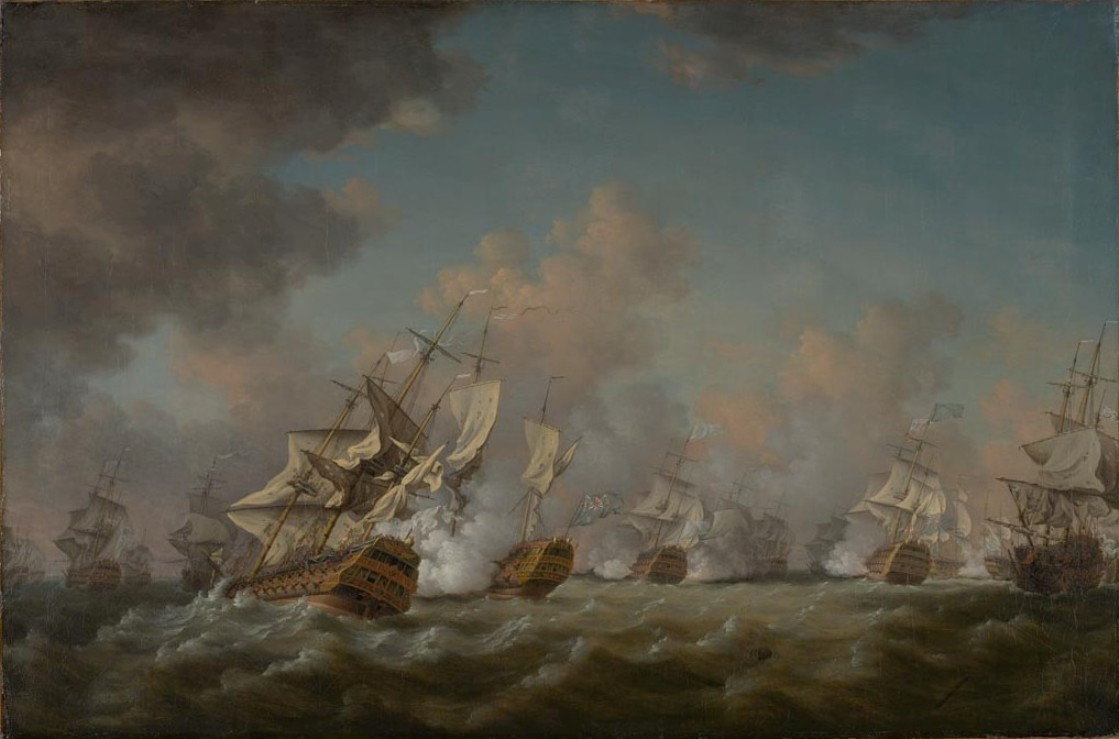
La bataille des Cardinaux à laquelle participe le Sphinx en 1759.

En 1759, le Sphinx fait partie de l'escadre de 21 vaisseaux du maréchal de France Hubert de Brienne de Conflans concentrée à Brest en vue d'un débarquement en Angleterre. Il participe à la bataille des Cardinaux le 20 novembre 1759. Il est alors sous les ordres de de Gouyon chevalier de Coutance La Selle dans l’escadre bleue — l’escadre qui forme l’arrière-garde ainsi nommée est commandée par Louis de Saint-André du Verger, arborant sa marque sur le Formidable.
Au lendemain de la défaite française, le Sphinx se réfugie avec 6 autres vaisseaux, le Robuste, l’Inflexible, le Dragon, l’Éveillé, le Brillant et le Glorieux, accompagnés de deux frégates — la Vestale et l’Aigrette — et de deux corvettes — la Calypso et le Prince Noir — dans l’estuaire de la Vilaine. En raison du manque de visibilité, le Glorieux et l’Éveillé s’envasent. Si les dommages de l’Éveillé sont sans conséquences, le Glorieux déplore une voie d’eau ; l’Inflexible, d’autre part, a perdu ses mâts de misaine et de beaupré.
Il faut plus de deux ans et demi d'effort aux deux officiers nommés par le duc d'Aiguillon, Charles-Henri-Louis d'Arsac de Ternay et Charles Jean d'Hector, pour sortir les navires de l’embouchure de la Vilaine. Le 25 avril 1762, le Glorieux et le Sphinx sont les deux derniers vaisseaux à s’échapper de l'estuaire. Seule demeure l'épave de l'Inflexible, aujourd'hui recouverte par les eaux du barrage d'Arzal.
En 1775, le Sphinx est démoli. Son nom est relevé par un vaisseau de même puissance lancé en 1776 à Brest.